# 후지와라노 히데사토

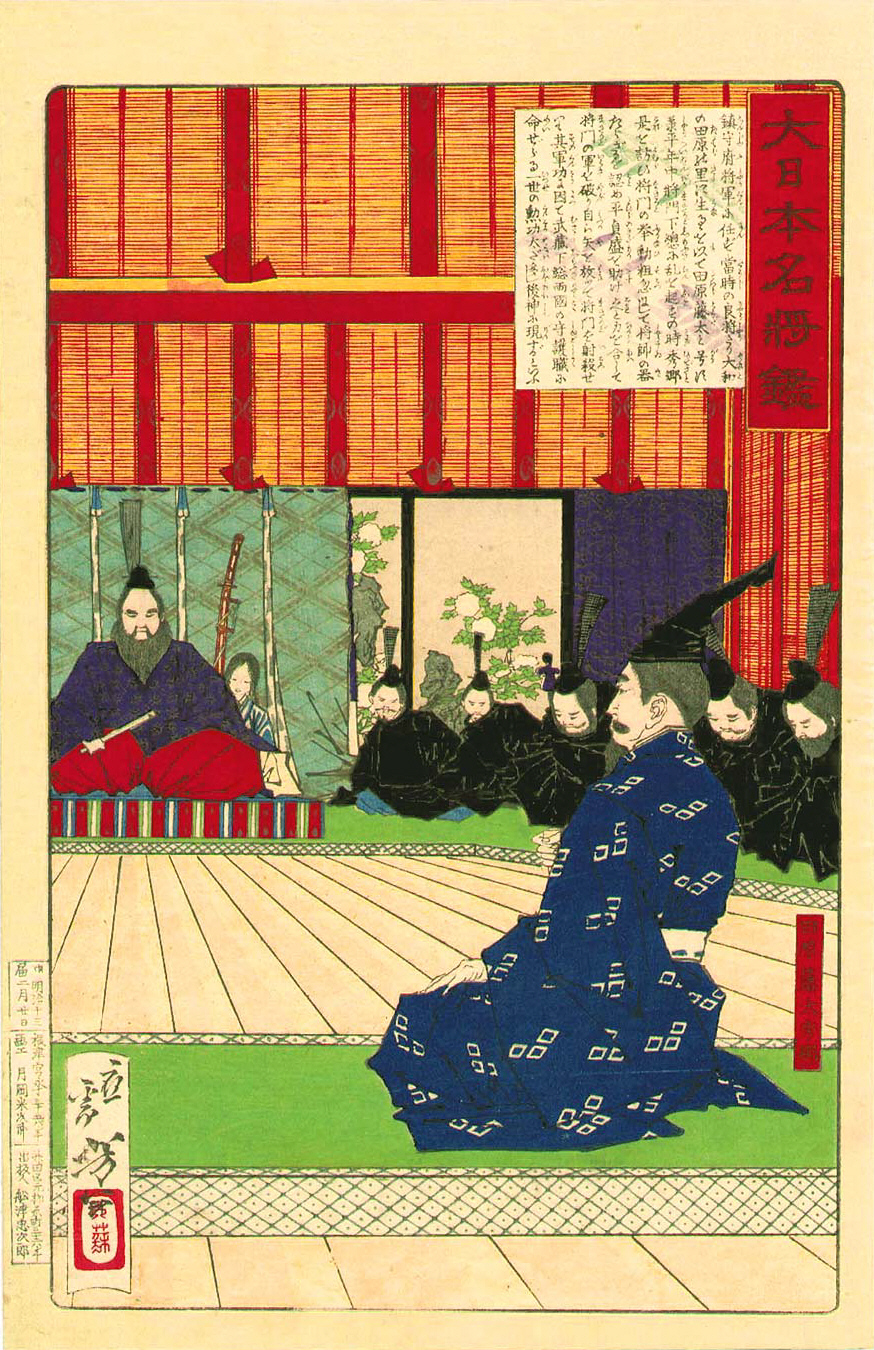
마사카도를 토벌한 공으로 스자쿠 천황(朱雀天皇)으로부터
진수부장군으로 임명되는 히데사토
(쓰키오카 쓰난月岡芳年이 그린 《대일본명장감大日本名将鑑》에서)

후지와라노 히데사토(일본어: 藤原 秀郷, 생몰년 미상)는 헤이안 시대 중기의 무장이다. 시모쓰케노다이죠(下野大掾) 후지와라노 무라오(藤原村雄)의 아들로 후지와라 홋케(藤原北家)의 무장 우오나(魚名)의 후예로 여겨진다. 생모는 시모쓰케노죠(下野掾)였던 가시마(鹿島) 집안 사람의 딸. 통칭은 타와라노 토타(俵藤太, 田原藤太로도 표기되며, 읽는 방법은 똑같이 ‘다와라노 도다’ 혹은 ‘타와라노 토타’이다). 관위는 종4위하 시모쓰케노카미(下野守)·무사시노카미(武蔵守)·진수부장군(鎭守府將軍). 사후 정2위에 추증되었다.
원래는 시모쓰케노죠란 한미한 관직이었으나, 간토에서 일어난 다이라노 마사카도(平將門)의 난을 평정한 공으로 조정으로부터 종4위하 관위를 받고, 시모쓰케(下野) · 무사시(武藏) 두 쿠니의 지방관 및 진수부장군에 임명되면서 세력을 확대, 황족 출신인 겐지(源氏)나 헤이시(平氏)와도 대등한 무문(武門)의 도료(棟梁)으로서 후대에 많은 유명한 무사 집안의 시조로 추앙받았다. 무로마치 시대에 완성된 《다와라노도타에마키(俵藤太繪卷)》의 영향으로, 오미(近江) 미카미(三上) 산의 무카데(百足, 지네) 퇴치 전설로도 또한 유명하다.

## 경력
히데사토의 출자를 후지와라 홋케의 우오나라고 보는 것이 예로부터의 통설이었지만, 실제로는 시모쓰케(지금의 일본 도치기현)의 호족인 돗토리(鳥取) 집안의 사람으로 히데사토가 후지와라 성씨를 참칭한 것이라는 주장도 제기되고 있다(예로부터 시모쓰케의 재청관인이었던 히데사토의 외가가 돗토리씨였다는 설도 있다).
‘다와라노 도타’라는 통칭에는 ‘후지와라씨의 우두머리’, ‘후지와라씨의 맏아들(타로太郞)’라는 의미가 담겨 있다. ‘다와라노 도타’라는 통칭이 등장하는 가장 오래된 문헌은 히데사토가 죽고 오랜 시간이 흐른 뒤에 성립되었던 《곤쟈쿠모노가타리슈(今昔物語集)》이고, 히데사토가 살아 있었을 무렵의 사료에서는 ‘다와라노 도타’라는 이름이 나와있지를 않다. 그 어원에 대해서는 사가미(相模) 유루키 군(淘綾郡)의 다와라(田原) 땅에서 따왔다는 설도 있고, 어렸을 때에 야마시로(山城) 근교인 다와라(田原) 땅에 살았었다는 전설에서 찾으려는 학자도 있으며 그가 태어난 곳인 오미 국 구리타군 다하라노사토(田原鄕)의 지명에서 찾는 설도 있다.
다이라노 마사카도의 난이 일어나기 전, 시모쓰케의 재청관인이었던 후지와라노 히데사토는 엔기(延喜) 16년(916년) 이웃한 고즈케국의 관아에 맞서 항명했다는 죄를 받고 17명(18명이라고도)의 다른 일족 사람들과 함께 유배령을 선고받았다. 하지만 왕신(王臣)의 자손인데다 히데사토 본인의 무용이 너무 뛰어나 유배형을 집행하기 힘들 정도였던지, 그가 유배령에 순순히 따랐던 흔적은 없다. 2년 뒤인 929년에는 고향 시모쓰케에서조차도 그의 난행에 대해 관아에서 직접 추토령이 떨어지기에 이른다. 이 무렵을 즈음해 가라사와(唐澤) 산(지금의 사노시 소재)에 성을 쌓았다.
덴교(天慶) 2년(939년), 간토 땅에서 다이라노 마사카도가 거병해 간토의 8개 쿠니를 차지하고 신황(新皇)을 자처하기에 이르자(덴쿄의 난) 히데사토는 조정에서 파견한 다이라노 사다모리(平貞盛)와 함께 이듬해(940년) 2월, 마사카도의 본거지인 시모우사(下總)의 사루시마 군(猿島郡)을 습격해 이 난을 평정한다. 많은 역사학자들은 다이라노 마사카도의 난이 일어나기 직전까지 시모쓰케의 지명수배자 신세였던 히데사토가 마사카도의 난을 진압하기 직전 조정으로부터 시모쓰케의 압령사(押領使) 직책을 받아 기존의 시모쓰케노죠 직책과 겸임하게 되었다고 추정한다. 이 공으로 그는 동년 3월 종4위하의 관위를 받고 11월에는 시모쓰케의 카미가 되었으며, 나아가 무사시노카미에 진수부장군까지 겸임하게 된다.

## 전설

### 무카데(百足) 퇴치
흔히 후지와라노 히데사토와 관련해 가장 유명한 전설이기도 한 무카데(지네) 퇴치 전설의 개요는 다음과 같다.
오미 국 세타의 가라바시(唐橋)에 어느 날 큰 구렁이가 나타나 다리 한가운데를 떡하니 차지한 채 가로막고 있었는데, 사람들은 그 큰 구렁이가 해코지를 할까 두려워 다리를 건널 수 없었다. 마침 일이 있어 그곳을 지나게 된 도타(藤太, 후지와라노 히데사토)는 다리 한가운데를 차지하고 있는 구렁이를 보고도 전혀 동요하지도 겁먹지도 않은 채 그 구렁이를 태연히 밟고 다리를 지나가 버렸다. 그리고 그 날 밤, 아름다운 아가씨가 도타가 묵고 있는 곳으로 찾아왔다. 그녀는 낮에 도타가 가라바시 위에서 아무렇지도 않게 밟고 지나간 그 구렁이인데 실은 비와호에 사는 용신(龍神) 일족의 사람으로서, 도타의 용맹함을 보고 그를 찾아온 것이다. 그녀는 도타에게 용신 일족이 지금 미카미 산에 사는 무카데(지네)에게 괴롭힘을 당하고 있다며 도타에게 그것을 퇴치해 줄 것을 간청한다. 도타는 흔쾌히 수락하고, 검과 궁시를 갖고 미카미 산으로 올라갔다.
용신 일족의 아가씨가 말한 그 무카데는 미카미 산을 일곱 바퀴 반 이나 감을 정도의 거대한 크기였다. 도타가 활을 쏘아도 무카데는 끄떡도 하지 않았는데, 마지막 남은 한 발의 화살을 들고 도타는 하치만신(八幡神)께 기원한 뒤 그 활을 쏘았고 간신히 무카데를 퇴치할 수 있었다. 용신 일족의 아가씨는 도타에게 답례로 아무리 퍼내도 줄지 않는 쌀자루 등의 보물을 주었고, 훗날 그가 다이라노 마사카도의 난을 평정하기 위해 출정했을 때에도 마사카도의 약점을 도타에게 알려주어 마사카도를 진압하는 것을 도왔다는 것이다.
히데사토의 본거지였던 시모쓰케에는 닛코(日光) 산과 아카기(赤城) 산의 신들이 벌인 싸움에서 큰 지네의 모습을 하고 나타난 난타이(男體) 산(또는 아카기 산)의 산신을 사루마루 다이후(猿丸太夫, 또는 사냥꾼 이와지磐次·이와자부로磐三郞)가 퇴치한다는 이야기가 전해지고 있는데(이때의 신들이 싸웠다는 곳은 지금도 '닛코 센조가하라日光戰場ヶ原'라는 지명의 유래로 남아 있다), 이것이 히데사토의 이야기로 엮인 것으로 보인다.

### 도메키(百目鬼) 퇴치 전설
또한 비슷한 설화가 우쓰노미야(宇都宮, 시모쓰케)에도 남아있는데, 후지와라노 히데사토가 악귀 도메키를 토벌했다는 도메키 전설이 그것이다.
지금의 우쓰노미야 시가의 다와라 가도(지금의 토치기겐도栃木県道 후지와라우쓰노미야선藤原宇都宮線) 옆에는 그 전설에서 유래한 도로명이 남아있다. 앞서 말한 무카데 퇴치 전설이 다이라노 마사카도의 난 이전인데 반해, 도메키 전설의 시작은 다이라노 마사카도가 난을 일으켰을 무렵부터, 거기에 후지와라노 히데사토가 죽고 4백 년 가까이 지난 무로마치 시대까지 이어진다. 때는 헤이안 중기, 히타치(지금의 이바라키현)·시모우사(지금의 지바현)에 영지를 소유한 다이라노 마사카도라는 지방 영주가 있었다. 그는 지방의 정치가 흐트러지고 있음을 한탄하며 이를 바로잡고자 스스로 신황(新皇, 천황)을 자칭했지만, 조정에서는 그를 역적으로 간주하고 전국에 추토령을 내렸다(다이라노 마사카도의 난). 당시 시모쓰케의 압령사였던 후지와라노 히데사토(다와라노 도타)도 이 명을 받들어 마사카도군과 여러 차례 전투를 벌였지만 고전을 면치 못했다. 시모쓰케로 돌아온 히데사토는 우쓰노미야대명신(宇都宮大明神)께 전승 기원을 드리고서 한 자루의 성검을 받아와, 이것으로 마사카도군과 다시 전투를 벌여 간신히 그를 죽일 수 있었다. 이 공로로 히데사토는 조정으로부터 시모쓰케노카미에 임명되었고, 나아가 무사시노카미와 진수부장군을 겸하게 되었다.
히데사토는 시모쓰케의 우쓰노미야에 저택을 짓고 하루는 그 부근에서 사냥하였는데, 사냥을 마치고 돌아가는 길에 다와라 가도 옆에 위치한 오소(大曽)라는 마을을 우연히 지나게 되었다. 그리고 그곳의 노인으로부터 "이곳 북서쪽의 우사이다(兎田)라는 말 목장에 눈이 백개나 되는 귀신이 출몰한다"는 얘기를 듣게 되고, 히데사토는 우사이다로 가서 기다렸다. 밤이 깊어지자 문득 구름이 일더니, 양손에 백 개나 되는 눈을 번득이며 온몸에 칼날 같은 뻣뻣한 털을 가진 키가 10자나 되는 괴물이 나타나 죽은 말에게 달라붙어 높지 않는 것이었다. 이때 히데사토는 괴물의 눈 가운데 가장 빛나는 눈을 노려 활을 쏘았다. 화살은 귀신의 급소를 꿰뚫었고 괴물은 펄쩍펄쩍 뛰고 괴로워하면서 묘진(明神) 산 기슭까지 도망쳤지만, 그곳에서 넘어져 더 움직일 수 없게 되었다. 몸에서 불길을 내뿜고 찢어진 입으로는 독을 토하며 괴로워하는 괴물을 히데사토마저 어떻게 하지 못하고, 할 수 없이 히데사토는 일단 날이 밝아서 자신의 저택으로 끌어오기로 하고 물러났는데 이튿날 아침, 히데사토가 귀신이 넘어져 있던 장소에 가보니 괴물의 윤곽을 닮은 시커멓게 탄 지면만 남아있을 뿐 괴물의 모습은 온데간데 없었다.
그리고 4백여 년 뒤, 아시카가 집안이 무로마치 막부를 열고 쇼군이 된 시대, 묘진 산 북쪽의 하나와다무라 혼간지에서는 주지가 다치거나 절이 불타는 사건이 계속되고 있었다. 그 중 지토쿠(智德) 쇼닌(上人)이라는 고승이 주지로 오게 되었는데, 그가 설법하는 자리에 항상 나타나 그 설법을 듣는 젊은 여자가 있었다. 여자의 실체는 4백여 년 전 바로 이 근처에서 후지와라노 히데사토의 화살에 맞아 중상을 입은 그 괴물로, 나가오카의 백혈에 몸을 숨기고 손상된 몸이 치유되기를 기다려 여자로 변장하고 그 부근에 출몰하여, 사기(邪氣)를 되찾기 위해 자신이 흘렸던 만큼의 대량의 피를 빨아들이고 있었는데, 혼간지의 주지가 방해가 되자 주지를 덮쳐 다치게 하거나 절에 불을 지르는 식으로 주지들을 내쫓아온 것이었다. 이를 간파한 지토쿠 쇼닌 앞에 마침내 실체를 드러낸 괴물은, 지토쿠 쇼닌의 거듭되는 설법에 마음을 고치고 두 번 다시 악행을 저지르지 않겠노라고 쇼닌에게 맹세한다. 그 뒤 이 주변을 그 괴물의 이름을 따서 '도메키'라고 부르게 되었다.
무로마치 시대까지 가지 않고 히데사토의 대에서 끝나는 후일담도 있다. 히데사토가 괴물을 쏘아 잡은 직후, 불을 뿜으며 괴로워하는 괴물에게 히데사토가 미처 다가가지 못하고 있는 사이에 지토쿠 쇼닌이 나타나 염주를 헤면서 "네 이놈, 내 법력으로 성불하거라."라고 읊자, 불이 그침과 동시에 괴물의 백 개나 되는 눈이 사라지고 인간의 모습이 되어, 히데사토가 그것을 그 자리에 묻어주었다는 것이다.
도도메키는 에도 시대의 괴담 화가 도리야마 세키엔(鳥山石燕)의 《금석화도속백귀》에 수록된 해설문에 따르면, 다른 사람의 돈이나 물건을 훔치는 도벽이 있는 여자의 팔에, 훔친 돈 혹은 물건의 정령이 '눈'의 형태를 띠고 무수히 생겨나는 것을 도도메키라고 한다. 동전 한가운데에 뚫려 있는 구멍을 일본에서는 '도리노메(鳥目, 새의 눈이라는 뜻)'라는 은어로도 부르는데, 오늘날 일본 각지에 '百目鬼', '百目貫', '百目木' 등으로 표기되어 '도도메키(혹은 도메키)'라고 읽는 지명이 남아있다. 세키엔은 또한 "동도(東都)의 지명에 '도도메키'가 있다"고 설명하고 있는데, 이 동도를 우쓰노미야로 보고 이 도도메키를 후지와라노 히데사토의 전설에 나오는 도메키를 모델로 한 것일 가능성도 시사된다.

## 후예 씨족
히데사토의 자손은 겐지나 헤이시와는 달리 중앙인 교토에 진출하지 않았고, 그 결과 간토의 중앙부를 지배하는 여러 무가 집안의 선조로 모셔지게 되었다.
- 시모쓰케국(下野國)
  - 사노 씨(佐野氏)
  - 등성 아시카가 씨(藤姓足利氏)
  - 오야마 씨(小山氏)
  - 다누마 씨(田沼氏)
  - 미나가와 씨(皆川氏)
  - 야쿠시지 씨(薬師寺氏)
  - 나가누마 씨(長沼氏)
  - 시모쓰케 오노데라 씨(下野小野寺氏)
  - 에노모토 씨(榎本氏)
- 무사시국(武蔵国)
  - 히키(比企) 집안
  - 요시미 씨(吉見氏, 오야마 씨의 지류)

- 히타치국(常陸國)
  - 나카 씨(那珂氏)
  - 야지마 씨(安島氏)
  - 오노사키 씨(小野崎氏)
  - 오누키 씨(小貫氏)
  - 지노네 씨(茅根氏)
  - 스케가와 씨(助川氏)
  - 가와노베 씨(川野邊氏)
  - 사토(佐藤) 집안(히타치 사토씨)
  - 미즈타니(水谷) 집안
  - 에도(江戶) 집안
  - 와타히키(綿引) 집안

- 시모우사 국(下總國)
  - 시모코베 씨(下河邊氏)
  - 유우키 씨(結城氏)
  - 이토 씨(伊藤氏)
- 고즈케국(上野國)
  - 아카호리 씨(赤堀氏)
  - 이와비쓰 사이토 씨(岩櫃斎藤氏)
  - 기류 씨(桐生氏)
  - 사누키 씨(佐貫氏)
  - 오오고 씨(大胡氏)
  - 야마가미 씨(山上氏)
  - 소노다 씨(園田氏)

- 사가미국(相模國)
  - 야마우치 슈토 씨(山内首藤氏)
  - 하타노(波多野, 또는 秦野) 씨
  - 누마타 씨(沼田氏)
- 시나노국(信濃國)
  - 오이시(大石) 집안

또한 교토에서도 무사 집안의 명가로서 존중받은 결과, 자손은 아래와 같이 널리 퍼지게 된다.
- 기이(紀伊)
  - 사토(佐藤) 집안(기이 사토씨)
  - 비토(尾藤) 집안
  - 이가(伊賀) 집안
- 오미(近江)
  - 곤도(近藤) 집안
  - 가모(蒲生) 집안
  - 이마이(今井) 집안
- 이세(伊勢)
  - 이토(伊藤) 집안
- 무쓰(陸奧)
  - 오슈 후지와라 씨

- 기타
  - 나이토(内藤) 집안
  - 사토(佐藤) 집안
  - 오오토모(大友) 집안
  - 쇼니씨(少貳氏) 집안
  - 류조지(龍造寺) 집안
  - 다치바나 씨(立花氏) 집안
  - 무토 씨(武藤氏) 집안
  - 쓰쿠시 씨(筑紫氏) 집안
  - 다무라 씨(田村氏) 집안
  - 오오야(大屋) 집안
  - 나가누마(長沼) 집안
  - 하세가와(長谷川) 집안
  - 스에쓰구(末次) 집안

등이 있다.

## 계보
- 아버지 : 후지와라노 무라오(藤原村雄)
- 어머니 : 시모쓰케노죠(下野掾) 가시마(鹿島)씨의 딸
- 아내: 시종 미나모토노 미치(源通)의 딸
  - 아들：후지와라노 지즈네(藤原千常): 관위는 종5위하. 知常으로도 쓴다. 안나(安和) 2년(969년)에 일어난 '안나의 변'으로 형 지하루가 유배되고 이듬해(970년) 정월에 진슈후쇼군(鎮守府将軍)이 되었다. 이후 사에몬노이(左衛門尉), 미노노카미(美濃守) 등을 지내고 오야마장(小山荘) 사무카와노 미쿠리야(寒河御厨)를 본령(本領)으로 삼다. 후미나가(文脩)·지미쓰(千万) 두 아들의 이름이 알려졌으며, 자손은 사토 씨(佐藤氏) 집안 등이 있다.
- 생모가 확실하지 않은 아들
  - 후지와라노 지토키(藤原千時): 오슈 후지와라 씨의 초대 당주 기요히라(淸衡)의 계보는 히데사토의 아들 지토키를 시작으로 지키요(千淸) - 마사요리(正賴) - 요리토오(賴遠)를 거쳐 기요히라의 아버지 쓰네키요(經淸)로 이어지고 있다.
  - 후지와라노 지하루(藤原千晴): 아버지의 공으로 조정에 등용되었으며, 안나 2년에 후지와라 홋케의 주도로 일어난 '안나의 변'으로 세이와 겐지의 미나모토노 미쓰스에(源滿季)에게 붙들려 오키로 유배되었다. 이후의 행적은 불명.
  - 후지와라노 지쿠니(藤原千國)
  - 후지와라노 지쿠사(藤原千種)

## 같이 보기
- 바람과 구름과 무지개와